# جيمس كالدويل (رياضياتي)
جيمس كالدويل (بالإنجليزية: James Caldwell)‏ هو رياضياتي بريطاني، ولد في 16 مايو 1943 في Macosquin ‏ في المملكة المتحدة.